# Campionato sovietico femminile di scacchi
Il Campionato sovietico femminile di scacchi si è svolto dal 1927 al 1989 per determinare la campionessa  nazionale di scacchi dell'Unione Sovietica.
Il campionato si è svolto in modo non continuativo fino al 1937 e non è stato organizzato nel periodo della seconda guerra mondiale. Dal 1950 in poi è stato giocato regolarmente tutti gli anni.

## Albo d'oro
| Ed. | Anno | Luogo            | Vincitrice[1]                           | Punteggio |
| --- | ---- | ---------------- | --------------------------------------- | --------- |
| 1   | 1927 | Mosca            | Ol'ga Rubcova                           | 8,5 / 10  |
| 2   | 1931 | Mosca            | Ol'ga Rubcova                           | 7,5 / 9   |
| 3   | 1934 | Leningrado       | Ol'ga Izmajlovna Semënova-Tjan-Šanskaja | 7 / 9     |
| 4   | 1936 | Leningrado       | Ol'ga Izmajlovna Semënova-Tjan-Šanskaja | 9,5 / 11  |
| 5   | 1937 | Rostov sul Don   | Ol'ga Rubcova                           | 12,5 / 15 |
| 6   | 1945 | Mosca            | Valentina Borisenko                     | 7,5 / 9   |
| 7   | 1946 | Mosca            | Elisaveta Bykova                        | 14 / 16   |
| 8   | 1947 | Mosca            | Elisaveta Bykova                        | 12 / 15   |
| 9   | 1948 | Mosca            | Ol'ga Rubcova                           | 13 / 17   |
| 10  | 1950 | Riga             | Elisaveta Bykova                        | 12,5 / 15 |
| 11  | 1951 | Kiev             | Kira Zvorykina                          | 11,5 / 17 |
| 12  | 1952 | Tbilisi          | Ljudmyla Rudenko                        | 13 / 17   |
| 13  | 1953 | Rostov sul Don   | Kira Zvorykina                          | 13 / 17   |
| 14  | 1954 | Krasnodar        | Larisa Volpert                          | 14 / 19   |
| 15  | 1955 | Sukhumi          | Valentina Borisenko                     | 13,5 / 19 |
| 16  | 1956 | Dnipropetrovs'k  | Kira Zvorykina                          | 13,5 / 17 |
| 17  | 1957 | Vilnius          | Valentina Borisenko[2]                  | 12 / 17   |
| 18  | 1958 | Charkiv          | Larisa Volpert[3]                       | 14 / 21   |
| 19  | 1959 | Lipeck           | Larisa Volpert                          | 12 / 18   |
| 20  | 1960 | Riga             | Valentina Borisenko[4]                  | 13 / 18   |
| 21  | 1961 | Baku             | Valentina Borisenko                     | 13,5 / 19 |
| 22  | 1962 | Riga             | Tat'jana Zatulovskaja                   | 13 / 19   |
| 23  | 1963 | Baku             | Maaja Ranniku[5]                        | 14 / 19   |
| 24  | 1964 | Tbilisi          | Nona Gaprindashvili                     | 15 / 19   |
| 25  | 1965 | Bălți            | Valentina Kozlovskaja                   | 13,5 / 19 |
| 26  | 1966 | Kiev             | Nana Aleksandrija                       | 14 / 19   |
| 27  | 1967 | Soči             | Maaja Ranniku                           | 11 / 13   |
| 28  | 1968 | Aşgabat          | Nana Aleksandrija[6]                    | 13,5 / 19 |
| 29  | 1969 | Gori             | Nana Aleksandrija                       | 15 / 19   |
| 30  | 1970 | Bălți            | Alla Kušnir                             | 14 / 19   |
| 31  | 1971 | Soči             | Irina Levitina                          | 14 / 19   |
| 32  | 1972 | Togliatti        | Marta Litynska                          | 12 / 19   |
| 33  | 1973 | Tbilisi          | Nona Gaprindashvili                     | 14 / 19   |
| 34  | 1974 | Tbilisi          | Elena Fatalibekova                      | 14 / 18   |
| 35  | 1975 | Frunze           | Ljudmila Belavenec                      | 10 / 16   |
| 36  | 1976 | Tbilisi          | Anna Achšarumova                        | 12,5 / 17 |
| 37  | 1977 | Leopoli          | Majja Čiburdanidze                      | 13 / 17   |
| 38  | 1978 | Nikolaevsk       | Lidia Semёnova                          | 12,5 / 17 |
| 39  | 1979 | Tbilisi          | Irina Levitina                          | 12,5 / 17 |
| 40  | 1980 | Almaty           | Irina Levitina                          | 12 / 15   |
| 41  | 1981 | Ivano-Frankivs'k | Nona Gaprindashvili Nana Ioseliani[7]   | 12 / 17   |
| 42  | 1982 | Tallinn          | Nana Ioseliani                          | 12 / 17   |
| 43  | 1983 | Vilnius          | Nona Gaprindashvili                     | 12,5 / 17 |
| 44  | 1984 | Kiev             | Svetlana Matveeva Anna Achšarumova[7]   | 9,5 / 15  |
| 45  | 1985 | Erevan           | Nona Gaprindashvili                     | 12,5 / 17 |
| 46  | 1986 | Frunze           | Nana Ioseliani                          | 11,5 / 16 |
| 47  | 1987 | Tbilisi          | Nana Ioseliani                          | 14,5 / 19 |
| 48  | 1988 | Almaty           | Julia Demina                            | 12 / 17   |
| 49  | 1989 | Volžskij         | Irina Čeluškina                         | 12,5 / 17 |
| 50  | 1990 | Podol'sk         | Ketevan Arachamija                      | 13 / 16   |
| 51  | 1991 | Leopoli          | Svetlana Matveeva                       | 13,5 / 17 |
Plurivincitrici
- 5 titoli : Valentina Borisenko, Nona Gaprindashvili
- 4 titoli : Ol'ga Rubcova, Nana Ioseliani
- 3 titoli : Nana Aleksandrija, Elisaveta Bykova, Irina Levitina, Larisa Volpert, Kira Zvorykina
- 2 titoli : Anna Achšarumova, Maaja Ranniku, Ol'ga Izmajlovna Semënova-Tjan-Šanskaja